# Петмол
«Петмо́л» — бывшее предприятие молочной промышленности Санкт-Петербурга.
Пущено 1 марта 1934 года как Ленинградский молочный комбинат № 1. 29 декабря 1992 года акционировано по программе приватизации. В 2007 году приобретено компанией «Юнимилк», с 1 апреля 2008 года целиком вошло в состав материнской компании.
Выручка «Петмола» в 2004 году — 2,6 млрд руб., объём производства за этот период — 150 тыс. т продукции.
Занимало здание молокозавода, построенного в 1950-х годах на территории бывшего Скотопригонного двора. В 2008 году территорию выкупила компания Meridian Capital, в том же году начался перенос производства на территорию бывшего Молочного комбината № 5 (АО «Петролакт-РОСКА») в промзоне «Парнас». В 2009 году переезд завершился.
Торговая марка «Петмол» сохранена: Юнимилк (в дальнейшем — Danone и Health&Nutrition) продолжили выпуск молочной продукции на предприятиях Санкт-Петербурга.